# Justine Pelletier
Pour les articles homonymes, voir Pelletier (homonymie).

a Compétitions nationales et continentales officielles uniquement.

b Matchs officiels uniquement.
Justine Pelletier, née le 27 février 1996 à Rivière-du-Loup (Canada), est une joueuse internationale canadienne de rugby à XV, évoluant au poste de demi de mêlée. 
Elle joue en France, au Stade bordelais depuis 2020 et à ce titre est triple championne de France, pour les saisons 2022-2023, 2023-2024 et 2024-2025.

## Biographie
Justine Pelletier naît à Rivière-du-Loup au Québec. Elle commence le rugby à XV au club des Élans de Cégep Garneau, puis intègre en 2016 l'Université Laval où elle poursuit des études de kinésiologie et joint l'équipe universitaire du Rouge et Or au poste de demi de mêlée. Elle devient ainsi vice-championne universitaire du Canada en 2017 mais n'est pas sélectionnée pour la Coupe du monde. À l'été 2018, elle se rompt les croisés durant un match avec le CR Québec : elle reste presque un an sans jouer. Elle reprend en 2019 et remporte le premier titre national universitaire de l'histoire du Rouge et Or, aux côtés notamment de Fabiola Forteza.

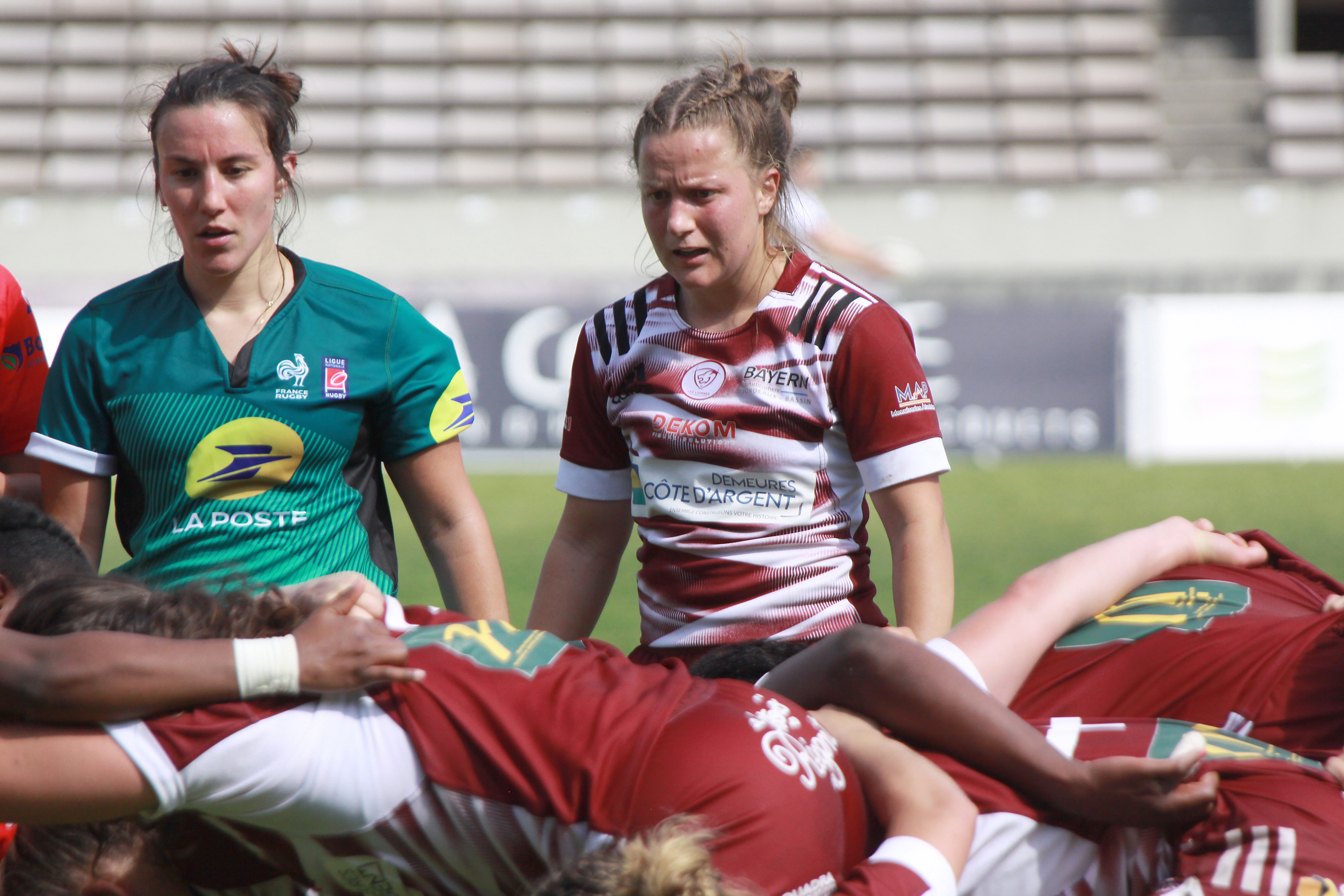

En 2020, confronté à la pandémie de Covid-19, le rugby canadien annule ses compétitions domestiques : la province de Québec envoie alors dix-neuf de ses joueuses vers la France. Âgée de vingt-quatre ans, Justine Pelletier intègre les rangs du Stade bordelais, en compagnie de ses compatriotes Andréanne Valois, Fabiola Forteza, Marie Thibault et Alexandra Tessier,.
Fin août 2022, elle est sélectionnée en équipe du Canada pour la Coupe du monde en Nouvelle-Zélande, où les Canadiennes vont jusqu'en demi-finale (défaite contre l'Angleterre 19-26). Elle est élue dans l'équipe type de la compétition.
Avec son équipe du Stade bordelais elle remporte le championnat de France Élite 1 2022-2023 : elle participe notamment à la finale victorieuse des Lionnes contre le club du Blagnac Rugby le 10 juin 2023, qui clôt une saison de douze victoires en treize matchs.
À l'automne de cette même année elle participe en Nouvelle-Zélande au WXV sous les couleurs du Canada, qui finit deuxième.
Au printemps 2024, elle est retenue pour participer à la Pacific Four Series, compétition au cours de laquelle le Canada bat les États-Unis, l'Australie et la Nouvelle-Zélande. Au mois de juin, elle est à nouveau championne de France avec son club et marque notamment un essai en finale face à l'ASM Romagnat.
Le 31 mai 2025, elle remporte le Championnat de France avec le Stade bordelais.

## Palmarès

### En club
- Finaliste du Championnat universitaire du Canada en 2017.
- Vainqueur du Championnat universitaire du Canada en 2019.
- Vainqueur du Championnat de France en 2023, 2024 et 2025

### En équipe nationale
- Vainqueur de la Pacific Four Series en 2024.